# 16271 Duanenichols
16271 Duanenichols este un asteroid din centura principală de asteroizi.

## Descriere
16271 Duanenichols este un asteroid din centura principală de asteroizi. A fost descoperit pe 6 mai 2000 la Socorro, New Mexico, în cadrul proiectului LINEAR. Asteroidul prezintă o orbită caracterizată de o semiaxă mare de 2,43 ua, o excentricitate de 0,14 și o înclinație de 4,5° în raport cu ecliptica.